# Daday Loránd
Daday Loránd (Álnevei: Székely Mózes, Derzsi Mihály, Kovács Bálint) (Beszterce, 1893. november 6. – Dés, 1954. július 23.) magyar író.

## Életpályája
Középiskoláit Désen és Kolozsvárt végezte. A kolozsvári református teológia hallgatója volt, majd a budapesti egyetemen szerzett filozófiai doktorátust. Az 1920-as évek elején néhány cikket és karcolatot közölt a Napkeletben és a Pásztortűzben, ezekben a szocialista eszmék iránt is fogékony értelmiségiként tájékozódott a romániai valóság problémáiban. 1924-ben Semesnye Szamos menti községben kisebb birtokot örökölt, s egy időre teljesen elszakadt az irodalomtól.
Székely Mózes néven Budapesten kiadott regényeivel nemcsak irodalmi, hanem politikai körökben is nagy feltűnést keltett. Első regénye, a Zátony ugyanis azt a folyamatot mutatja be leleplező erővel, hogyan hull szét az erdélyi magyar földesúri birtok a feltörő román burzsoázia és a földet követelő parasztság kettős nyomása alatt.
Következő regényében, a Csütörtökben már a munkásosztály helyzetét jellemzi. A Zátony  miatt „írásban elkövetett felséggyalázás” vádjával hat hónapi börtönre ítélték, annak ellenére, hogy perében Victor Eftimiu a PEN Club részéről védelmére kelt.
Büntetésének letöltése során került kapcsolatba a dési börtönben kommunista elítéltekkel, s kiszabadulva a Korunkhoz közeledett, ahol 1936-ban Derzsi Mihály névvel néhány novellája is megjelent. Szoros személyi barátság fűzte Gaál Gáborhoz, s ez irányt adott lehetőségeinek. Az 1940-es évek elején tanfelügyelői állást kapott Désen.
Már az 1944-et megelőző években kapcsolatot talált az illegális kommunista mozgalommal, s az utolsó években annak egyes akcióiban is részt vett. A második világháború után Dés városának polgármesterévé választották, majd az MNSZ aktivistája, s 1946-tól a dési líceumban tanárként működött haláláig.
Az Utunknak kezdettől fogva munkatársa, itt Kovács Bálint név alatt jelentek meg novellái, karcolatai. Novelláinak fő értéke író érzéke a drámai feszültségű helyzetek megteremtése iránt.
Írói pályája kiteljesedésének bizonyítéka hirtelen halála miatt félbemaradt regénye (A lápon át) is, amelyben – erős önéletrajzi vonatkozásokkal – egy mélyről érkezett értelmiségi útját készült megrajzolni századunk első felében.

## Művei
- Zátony (Budapest, 1931)
- Csütörtök (Budapest, 1935)
- Erdélyi nevelő-feladatok körvonalakban; Turul Ny., Dés, 1941
- Kié az ország? Hazai színjáték három felvonásban (színmű, Budapest, 1944)
- Malomszeg (novellák, 1954)
- A lápon át (novellák, Dávid Gyula bevezetőjével, 1970)[1]
- Egy régi udvarház árnyékában; Kráter, Pomáz, 2007 (Daday életműsorozat)